# Nico Klopp

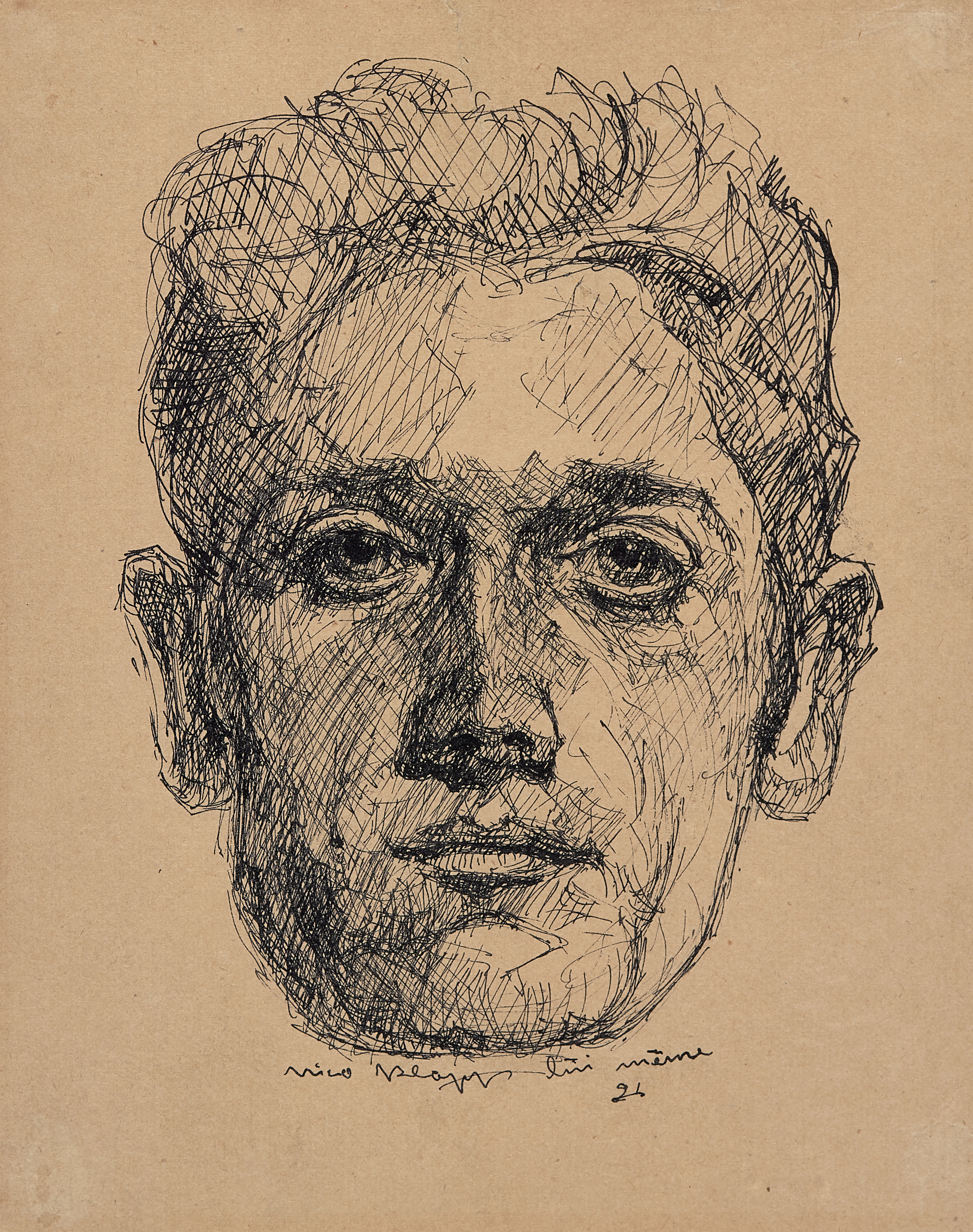
Nico Klopp: Selbstporträt

Nico Klopp (* 18. September 1894 in Bech-Kleinmacher; † 29. Dezember 1930 in Stadt Luxemburg) war ein luxemburgischer Künstler. Er gilt als ein postimpressionistischer Maler.

## Leben
Der im Weinbau-Kanton Remich aufgewachsene Klopp hatte den familiären Hintergrund eines Winzersohns. Er besuchte zunächst die Handwerksschule in der Hauptstadt.
Seine Eltern starben beide früh. Nach ihrem Tod fühlte er sich frei, Kunst in Düsseldorf, Köln (1916–1918) und Weimar (1919–1920)  zu studieren und unter anderem die Porträtkunst und die Aktstudie erlernt.

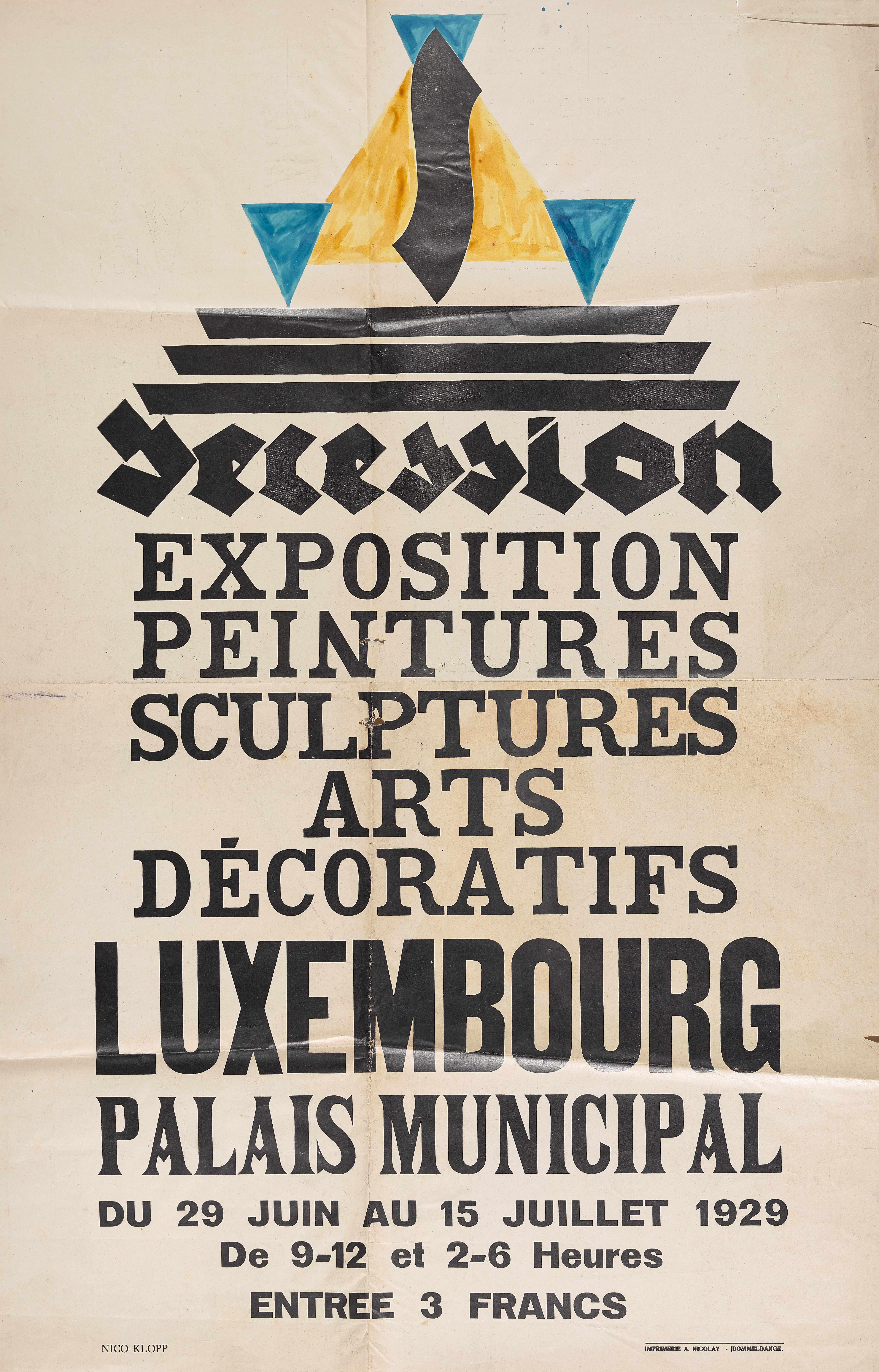
Plakat zur Secession

Während seines Studiums entdeckte er neben der Liebe zum Malen auch eine für Drucke in Linolschnitt-Technik.
Da er nicht allein von seiner Kunst leben konnte, war er ab 1923 als Gemeindeverwalter in Remich tätig; von Zeit zu Zeit gab er Gebärdenunterricht an verschiedenen Schulen und verdiente sich nebenbei als Welpenzüchter etwas Geld.
1927 trennte er sich mit mehreren anderen Künstlern wie Joseph Kutter, Claus Cito, Auguste Trémont und anderen vom Cercle Artistique de Luxembourg, weil ihm dieser zu resistent war. Inspiriert durch die sich in München, Wien und Berlin etablierende Secessionistenszene organisierte die Künstlergruppe auch in Luxemburg einen „Salon de la Sécession“.
Einige seiner Werke sind heute im Nationalmuseum für Geschichte und Kunst (MNHA) der Stadt Luxemburg am Fischmarkt zu sehen.
Nico Klopp malte viele Bilder mit Motiven von der Mosel, insbesondere von der Moselbrücke in Remich. Eine weitere Motivvorliebe galt Blumenbildern, besonders Tulpen. Darüber schuf er auch Holz- und Linolschnitte.

## Werke
Angegeben sind die luxemburgischen Namen seiner Werke.

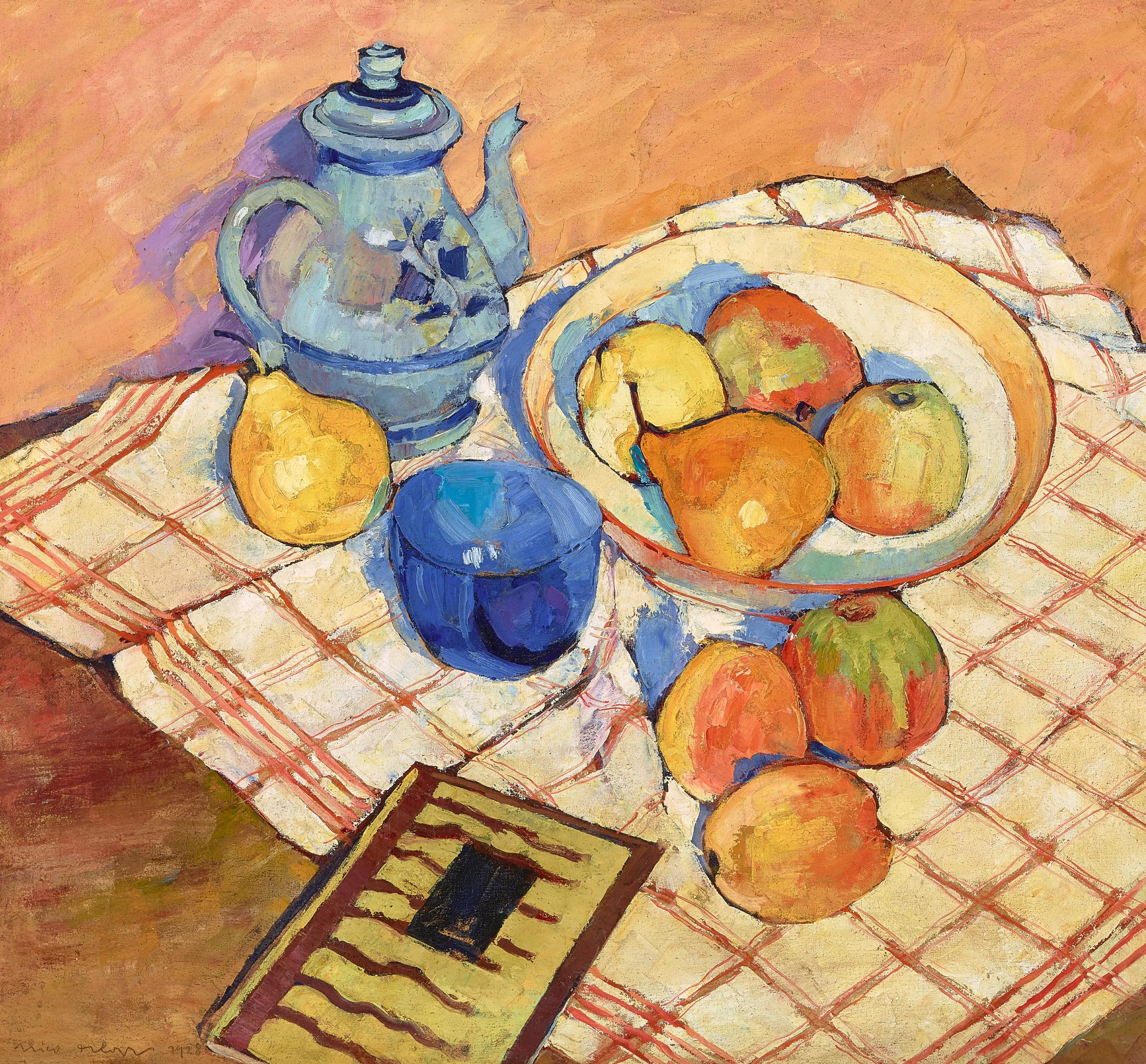
Nature morte mat Uebst (1928)
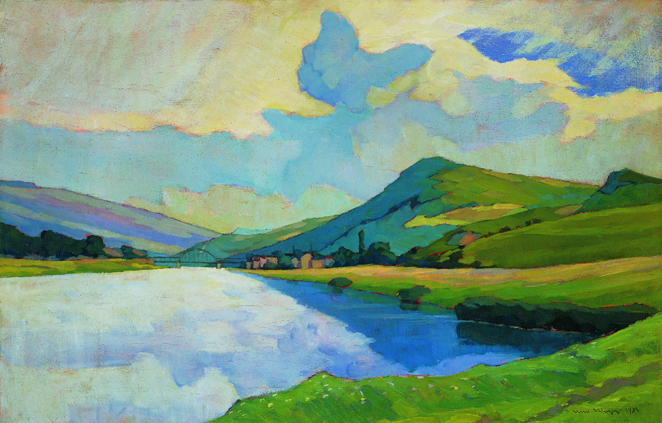
D’Musel bei Schengen (1924)
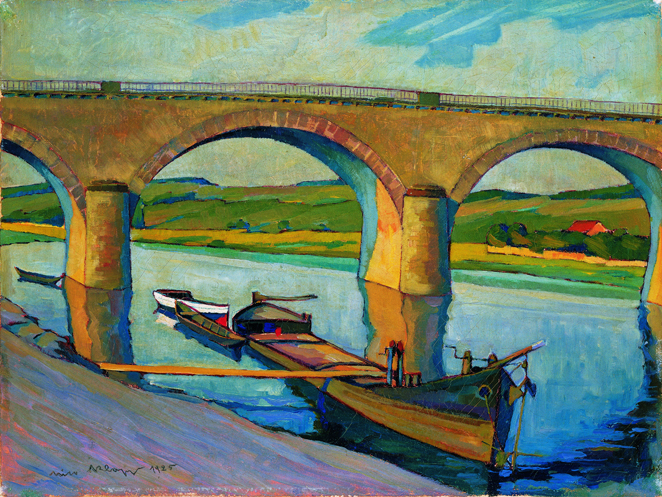
D’Bréck zu Réimech (1925)
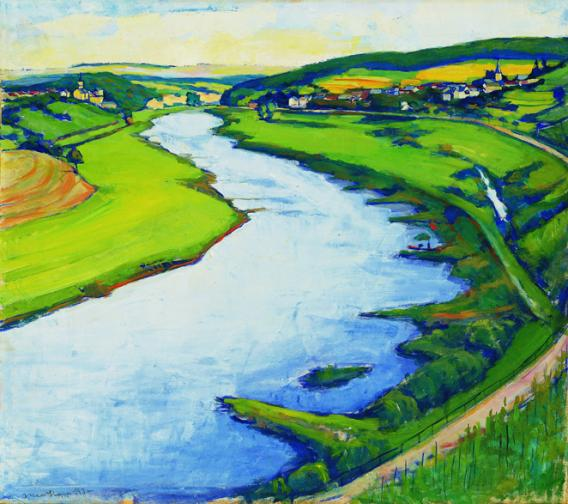
D’Musel tëscht Greiweldeng a Stadbriedemes (1930)
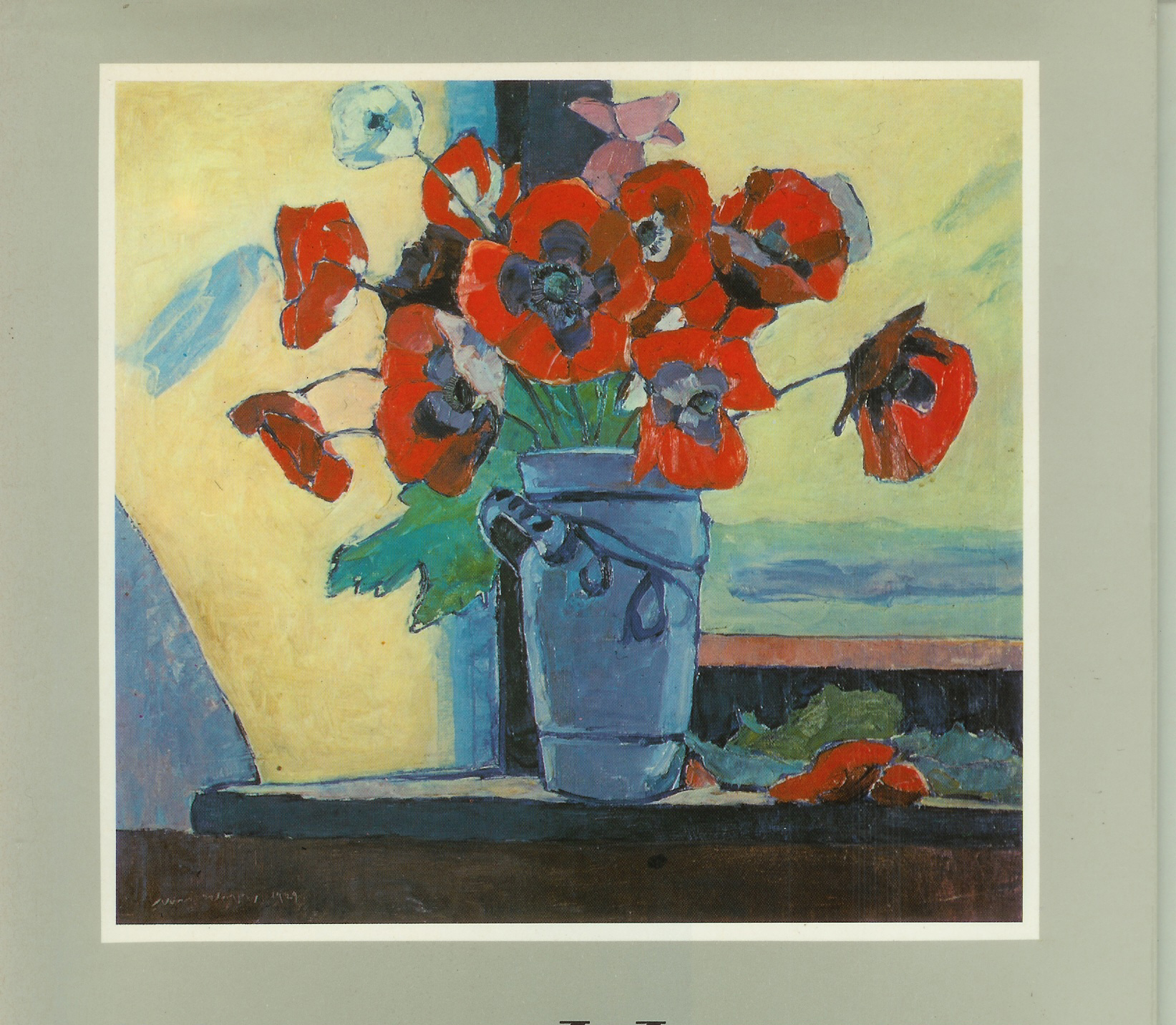
Nature morte mat Feierblummen
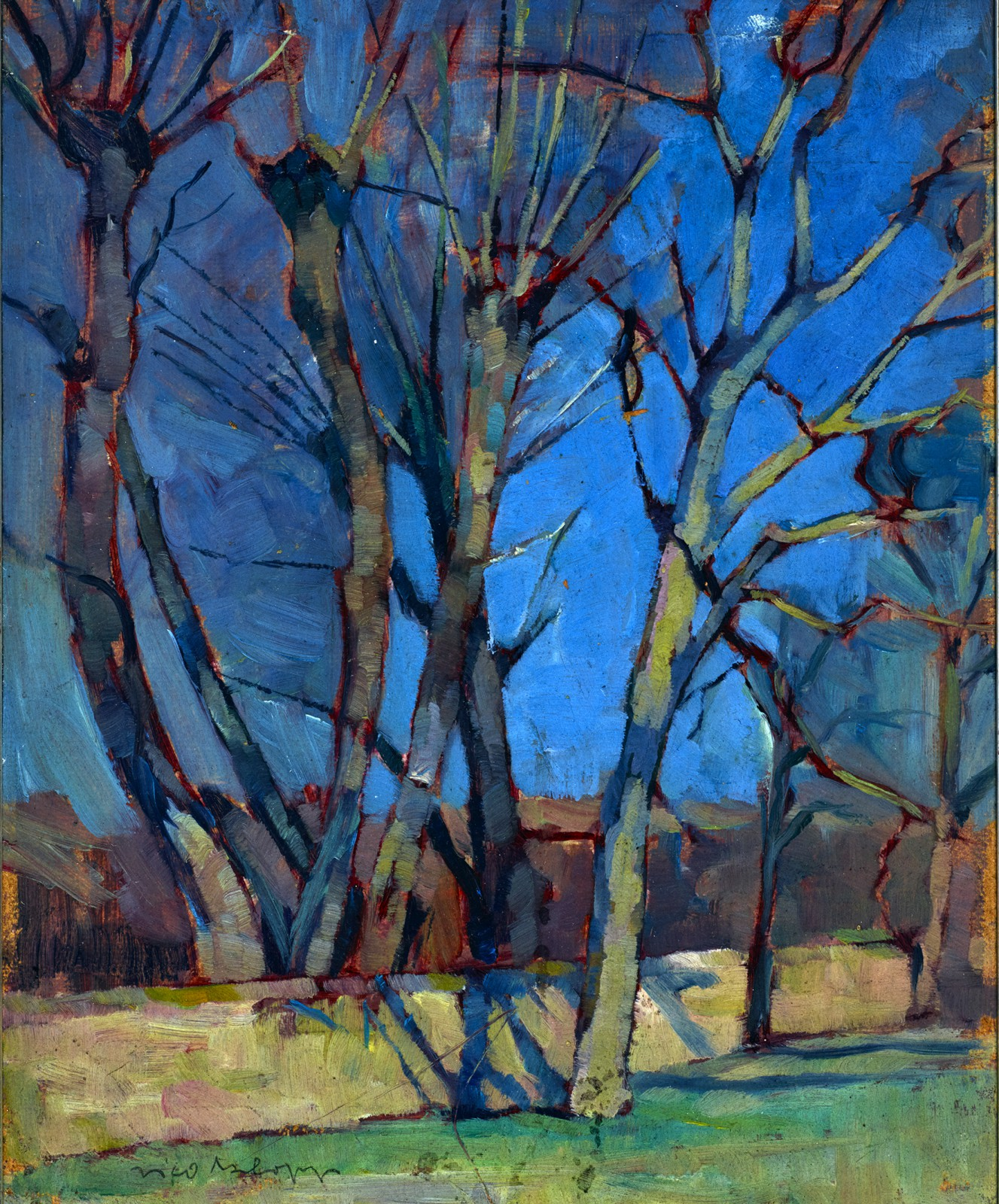
Beem viru bloem Himmel (1927)
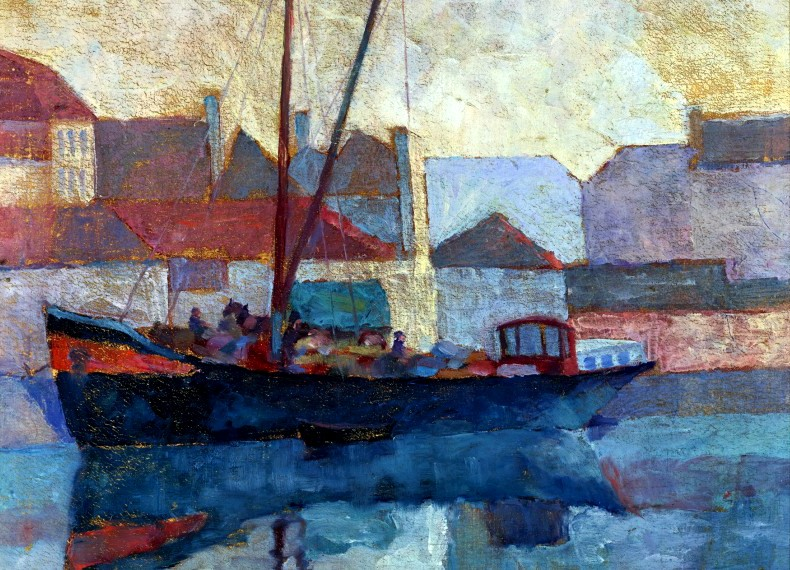
Eckernförde (1923)
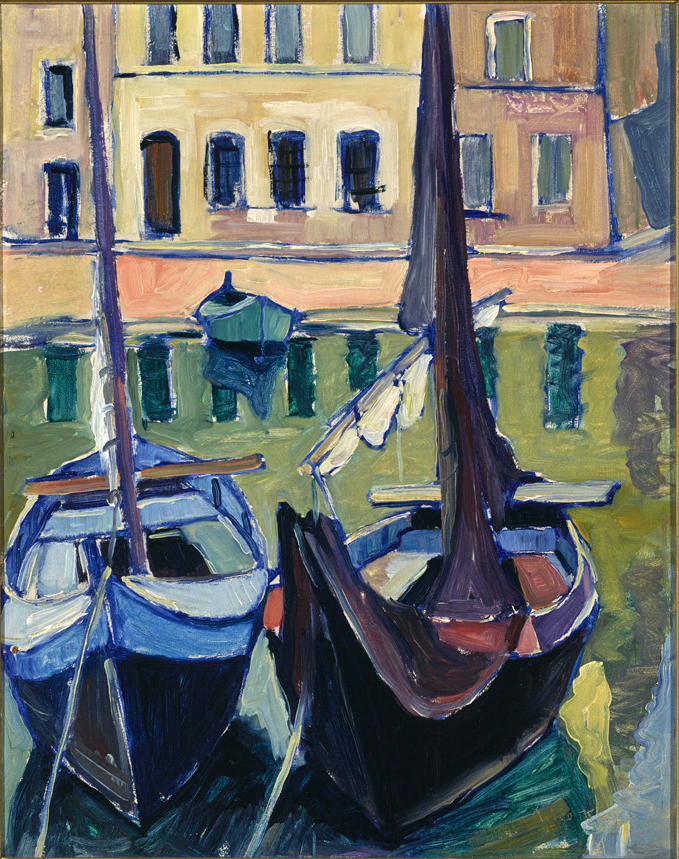
Le port de Martigues (1929), Villa Vauban.
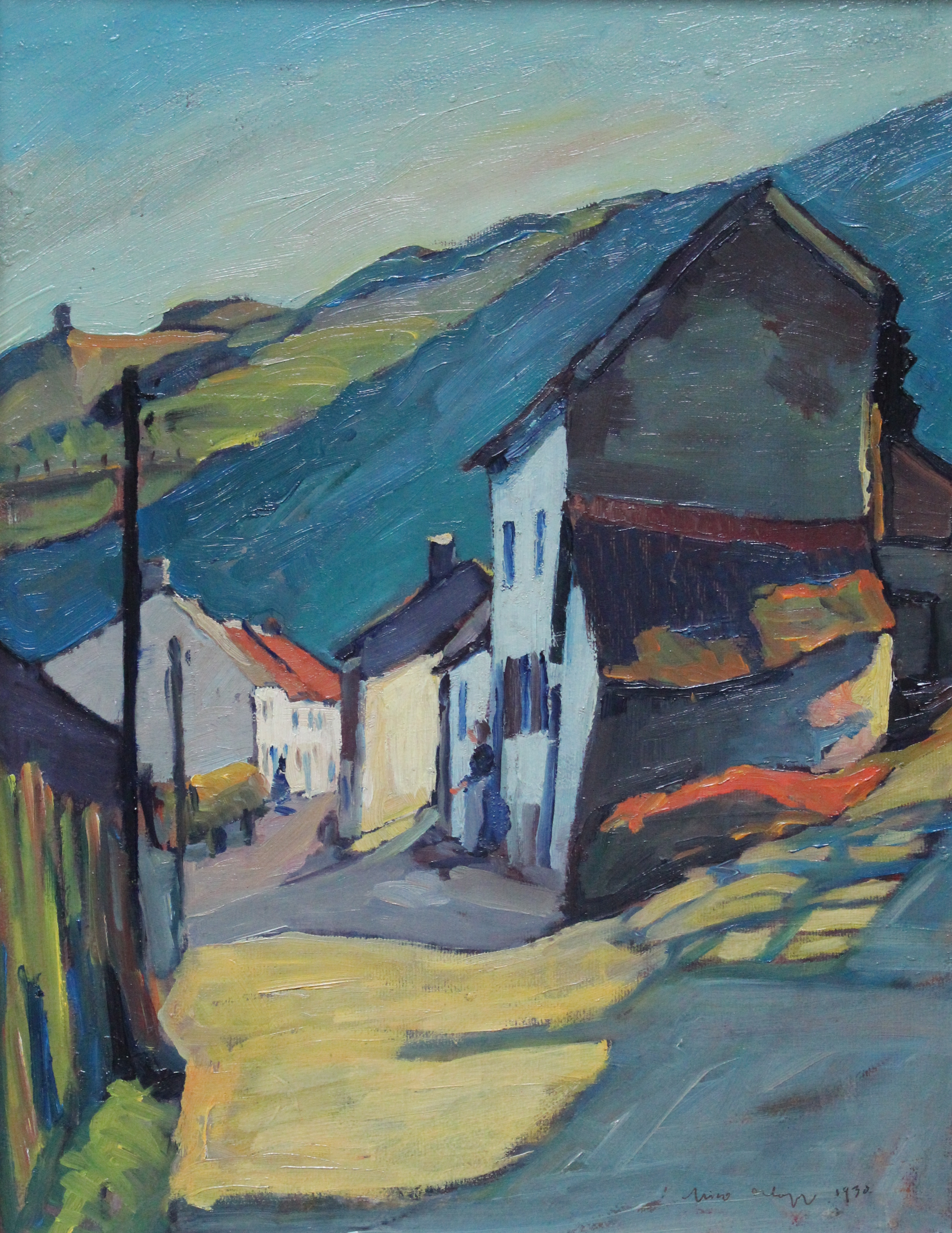
Route à Bievels (1930)
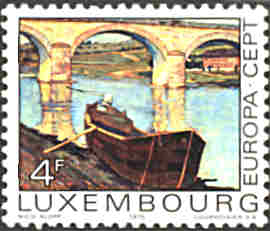
4-Franken-Biefmarke der Luxemburger Post

## Anerkennung seines Schaffens

### Briefmarke
- Die Post Luxembourg brachte 1975 eine 4-Franken-Briefmarke mit dem Motiv Remicher Brücke heraus.

### Nach ihm benannte Straßen
- In Bech-Kleinmacher wurde die Straße, in der sich sein Gehöft befindet, nach ihm benannt.
- In Remich existiert der Place Nico Klopp,
- die Rue Nico Klopp in Luxemburg-Limpertsberg.